# Wikipédia em latim

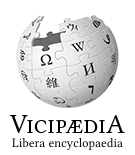
Logotipo da Wikipedia em latim

A Wikipédia latina (Vicipædia Latina) é a versão da Wikipédia escrita em latim.
O latim é tido por muitos como uma língua morta apesar disso a Wikipédia em latim existe e conta com um número considerável de artigos, atualmente com pouco mais de 138.000 artigos. O único estado que fala oficialmente o latim é o Vaticano. Foi criada em 2002. Profissionais do latim têm observado uma melhoria gradual na enciclopédia: de acordo com Robert Gurval, presidente do departamento de clássicos da UCLA "os artigos que são bons são de fato muito bons".
A Wikipédia em latim começou dominada pelos temas da história clássica, mas a partir de 2006 um grupo de novos colaboradores expandiu a cobertura de temas do século XX, como a cultura pop e tecnologia.

## Cronologia
- 25 de maio de 2002: Início da Wikipédia em latim.
- 24 de maio de 2003: 1.000 artigos.
- 22 de março de 2004: 2.000 artigos.
- Maio de 2005: 3.000 artigos.
- 27 de dezembro de 2005: 4.000 artigos.
- 6 de maio de 2006: 5.000 artigos.
- 21 de agosto de 2006: 6.000 artigos.
- 14 de outubro de 2006: 7.000 artigos.
- 26 de dezembro de 2006: 8.000 artigos.
- 29 de dezembro de 2006: 9.000 artigos.
- 29 de dezembro de 2006: 10.000 artigos.
- 19 de janeiro de 2007: 11.000 artigos.
- 15 de março de 2007: 12.000 artigos.
- 18 de maio de 2007: 13.000 artigos.
- 16 de julho de 2007: 14.000 artigos.
- 4 de setembro de 2007: 15.000 artigos.
- 25 de outubro de 2007: 16.000 artigos.
- 29 de novembro de 2007: 17.000 artigos.
- 22 de janeiro de 2008: 18.000 artigos.
- 18 de março de 2008: 19.000 artigos.
- 8 de maio de 2008: 20.000 artigos.
- Fevereiro de 2010: 37.000 artigos.
- Abril de 2011: 52.000 artigos.
- Novembro de 2012: 82.000 artigos.